# Il valzer dell'imperatore
Il valzer dell'imperatore (The Emperor Waltz) è un film del 1948 diretto da Billy Wilder.

## Trama
L'imperatore Francesco Giuseppe possiede un barboncino che vuole accoppiare con una cagna di razza appartenente a una giovane e bella vedova della sua corte. Arriva un commesso viaggiatore di bassa estrazione sociale, proprietario di un simpatico bastardino che semina il disordine nel canile. L'intervento di uno psicanalista non arriverà a evitare la mésalliance canina, che naturalmente avrà il suo corrispettivo presso gli umani.

## Location
Le Alpi tirolesi furono ricostruite presso il Jasper National Park, in Canada.